# Andrés Barba
Andrés Barba (Madrid, 1975) è uno scrittore spagnolo.

## Biografia
Nato nel 1975 a Madrid, si è laureato in filologia ispanica all'Università Complutense.
A partire dal suo esordio nel 1998 con El hueso que más duele pubblicato durante gli anni universitari, ha dato alle stampe numerosi romanzi, racconti, saggi e libri per ragazzi imponendosi come "uno degli autori più interessanti della sua generazione" secondo il giudizio della rivista Granta.
Tradotto in otto lingue e titolare di seminari di scrittura, ha ottenuto vari riconoscimenti tra i quali l'ultimo, in ordine di tempo, è stato il Premio Herralde nel 2017 per Repubblica luminosa.

## Opere

### Narrativa
- El hueso que más duele (1998)
- La sorella di Katia (La hermana de Katia, 2001), Torino, Instar libri, 2005 traduzione di Federica Niola ISBN 88-461-0064-6.
- La recta intención (2002)
- Ahora tocad música de baile (2004)
- Versiones de Teresa (2006)
- Libro de las caídas (2006)
- Piccole mani (Las Manos Pequeñas, 2008), Roma, Atmosphere libri, 2011 traduzione di Antonella Donazzan ISBN 978-88-6564-009-8; Le mani piccole , La Nave di Teseo, 2020 traduzione di Pino Cacucci ISBN 978-88-3460-003-0
- Agosto, Ottobre (Agosto, Octubre, 2010), Milano, Mondadori, 2012 traduzione di Matteo Colombo ISBN 978-88-04-62034-1.
- Muerte de un caballo (2011)
- Ha smesso di piovere (Ha dejado de llover, 2012), Torino, Einaudi, 2015 traduzione di Federica Niola ISBN 978-88-06-21756-3.
- Lista de desaparecidos (2013)
- En presencia de un payaso (2014)
- Repubblica luminosa (República luminosa, 2017), Milano, La nave di Teseo, 2018 traduzione di Pino Cacucci ISBN 978-88-93445-84-9
- Vida de Gusatavino y Guastavino (2020)
- El ultimo dia de la vida anterior (2023)

### Saggi
- La ceremonia del porno con Javier Montes (2007)
- Caminar en un mundo de espejos (2014)
- La risa caníbal(2016)

### Poesia
- Crónica natural (2015)

### Letteratura per ragazzi
- Historia de Nadas (2006)
- La alucinante historia de Juanito Tot y Verónica Flut (2008)
- Arriba el cielo, abajo el suelo (2011)
- La microguerra de todos los tiempos (2015)

## Filmografia
- Katia's Sister (Het zusje van Katia) regia di Mijke de Jong (soggetto dal romanzo La sorella di Katia)

## Alcuni riconoscimenti
- Premio Torrente Ballester: 2005 con Versiones de Teresa
- Premio Anagrama: 2007 con La ceremonia del porno
- Premio Herralde: 2017 con Repubblica luminosa